# Ignacy Afram I Barsoum
Ignacy Afram I Barsoum (ur. 15 czerwca 1887 w Mosulu, zm. 23 czerwca 1957) – duchowny monofizyckiego kościoła jakobickiego. W latach 1933–1957 syryjsko-prawosławny patriarcha Antiochii.